# Naoko Yamada
Naoko Yamada (山田 尚子, Yamada Naoko) est une réalisatrice de séries et films d'animation japonaise née le 28 novembre 1984 dans la préfecture de Kyoto au Japon.
Elle est principalement connue pour ses réalisations pour le studio Kyoto Animation, à savoir les séries d'animation K-ON!, Tamako Market et Sound! Euphonium ainsi que les films d'animation Silent Voice et Liz et l'Oiseau bleu.

## Biographie

### Jeunesse
Yamada est née dans la préfecture de Kyoto le 28 novembre 1984, et a grandi dans la préfecture de Gunma avant de revenir à Kyoto. Elle apprécie l'animation dès sa jeunesse, en particulier les films du Studio Ghibli, et aime dessiner dès l'enfance et recopie des images des séries d'animation Patlabor et Dragon Ball.
Elle rejoint le club de volley-ball à l'école primaire et les clubs de tennis et de photographie au lycée. Elle étudie à l'Université d'art et de design de Kyoto (en), où elle étudie la peinture à l'huile et est membre du club dédié au tokusatsu.

### Ascension chez Kyoto Animation
Yamada voulait travailler dans le cinéma après l’université, mais elle décide de rejoindre le studio Kyoto Animation après avoir vu une de leurs publicités. Son premier travail est sur la série Inuyasha, où elle dessine des intervalles, avant d'être promue animatrice clé sur Air.
Elle se dirige rapidement vers la réalisation au sein du studio. Après avoir réalisé et story-boardé des épisodes de Clannad et Lucky Star, elle fait ses débuts en tant que réalisatrice de série sur K-ON!, l'adaptation d'un manga tranche de vie sur la vie de cinq lycéennes montant un club de musique légère au sein de leur lycée. La série est un succès, amenant le studio à produire une seconde saison et un film.
En 2013, elle réalise Tamako Market et son film dérivé Tamako Love Story en 2014 pour lequel elle est récompensée aux Japan Media Arts Festival où elle obtient le New Face Award. Film pour lequel elle produit l'intégralité du story-board et écrit les musiques du générique du début du film,.
En 2015, elle réalise la première saison de l'adaptation du roman Sound! Euphonium en tant que co-réalisatrice (sous la supervision du réalisateur en chef Tatsuya Ishihara), et gardera ce rôle pour la seconde saison de la série l'année suivante.
En 2016, son projet suivant est Silent Voice, adaptation du manga du même nom traitant du harcèlement scolaire au Japon. Pour sa première semaine d'exploitation au cinéma au Japon, le film se classe deuxième au box office japonais derrière Your Name. (le plus gros succès cinéma de l'année au Japon) et engendre 2,3 milIiards de yens de recettes. Le film est nommé pour de nombreuses récompenses comme celle du meilleur film d'animation aux Mainichi Film Awards et du film d'animation de l'année aux Japan Academy Prizes.
En 2018, elle réalise, toujours au cinéma, Liz et l'Oiseau bleu, un film basé sur l'univers de la série télévisée Sound! Euphonium qui se passe après les événements de la deuxième saison, et en parallèle du troisième film de la franchise, Chikai no Finale. Elle obtient pour ce film le prix Noburō Ōfuji lors des 73e Mainichi Film Awards.
Très prolifique depuis son entrée au studio Kyoto Animation, elle est créditée sur la quasi-totalité des séries et des films produits par le studio dans un ou plusieurs des différents domaines qu'elle maîtrise, que ce soit au story-board, à l'animation ou à la réalisation d'épisodes, de 2007 à 2019,.
À partir de 2020, elle n'est plus créditée sur les oeuvres de Kyoto Animation, et elle est suspectée de participer à d'autres séries sous le pseudonyme de Ryū Ando, notamment sur le générique d'ouverture de la seconde saison de Kaguya-sama: Love is War en 2020, et sur la série Visual Prison (en) en 2021. Son départ du studio est confirmé plus tard, certains analystes le liant vraisemblablement au traumatisme de l'incendie criminel de Kyoto Animation à l'été 2019, après lequel plusieurs membres du studio ont pris une pause.

### Science SARU
Fin 2021, son premier projet en dehors de Kyoto Animation est annoncé, à savoir la série The Heike Story, basé sur le Dit de Heike et produit par le studio Science SARU.
En 2022, elle réalise le court-métrage Garden of Remembrance, toujours chez Science SARU. Le film est projeté en festival en 2022 et 2023, mais ne sort finalement qu'en août 2024, sans diffusion cinéma et directement en vidéo à la demande. En 2022 est également annoncée la production de son prochain film, son premier long-métrage chez Science SARU intitulé Kimi no Iro, qui sort également en août 2024 dans les cinémas japonais,.

## Style et influences
Yamada se décrit elle-même comme une réalisatrice de « méthode », mettant l'accent sur les émotions des personnages dans sa mise en scène et voulant spécifiquement traiter ses personnages en tant « qu'individus » avec lesquels compatir plutôt qu'en tant qu'entités imaginaires. Ce désir de lien avec les sentiments des personnages mis en scène se sent également dans les thèmes et personnages LGBTQ+ qui apparaissent régulièrement dans ses œuvres, Yamada affirmant qu'elle ne veut ni éviter ce sujet ni lui donner un traitement particulier, mais simplement comme un ressort narratif « naturel ». De manière générale, toutes ses œuvres mettent en scène des personnages féminins, par préférence personnelle et par facilité pour compatir avec elles ; elle déclare d'ailleurs que Silent Voice, avec un protagoniste masculin, a été un vrai défi pour elle à ce niveau.
Les épisodes et films mis en scène par Yamada incluent fréquemment des plans cadrés sur les jambes des personnages, un cadrage habituellement assez rare. Elle le décrit comme un bon moyen de montrer l'état d'esprit de personnages, car il se voit souvent aux mouvements nerveux des jambes.
Fan de cinéma, Yamada cite souvent les films en prise de vues réelles comme influences sur sa mise en scène, en particulier sa gestion de l'espace et de la composition des plans. Elle cite notamment le travail de Sofia Coppola, Alejandro Jodorowsky ou Yasujirō Ozu comme inspirations pour son travail, et le film tchécoslovaque Alice (1988), hybride entre live-action et animation, comme moteur de son envie de travailler dans les arts visuels.
Malgré son passage de l'animation à la réalisation et donc la gestion de projets, Yamada est reconnue pour son esprit de groupe et de collectif, qu'elle attribue à son passage chez Kyoto Animation. Elle est connue parmi les réalisateurs pour essayer de construire un environnement de travail confortable pour tous les participants à la production d'une œuvre qu'elle dirige, « pour que chacun en ressorte avec le sentiment d'être heureux de leur participation, et qu'elle en valait la peine ».

## Filmographie
Sauf mention contraire explicite, les informations de cette section sont tirées des cartons de crédits des œuvres mentionnées, ou de bases de données compilant ces mêmes crédits,,.

### Séries principales
| Année     | Titre               | Rôle(s) (génériques)                                                                 |
| --------- | ------------------- | ------------------------------------------------------------------------------------ |
| 2005      | Air                 | Animation clé, intervalles                                                           |
| 2007–2008 | Clannad             | Réalisation d'épisodes                                                               |
| 2008–2009 | Clannad After Story | Réalisation et story-board d'épisodes                                                |
| 2009      | K-ON!               | Réalisatrice, réalisation et story-board d'épisodes et de générique (ED)             |
| 2010      | K-ON!!              | Réalisatrice, réalisation et story-board d'épisodes et de génériques (OP2, ED1, ED2) |
| 2011      | Nichijô             | Réalisation et story-board d'épisodes                                                |
| 2012      | Hyouka              | Réalisation et story-board d'épisodes                                                |
| 2013      | Tamako Market       | Réalisatrice, réalisation et story-board d'épisodes et de génériques (OP, ED)        |
| 2015      | Sound! Euphonium    | Co-réalisatrice, réalisation et story-board d'épisodes et de générique (ED)          |
| 2016      | Sound! Euphonium 2  | Co-réalisatrice, réalisation et story-board d'épisodes                               |
| 2022      | The Heike Story     | Réalisatrice, réalisation et story-board d'épisodes et de génériques (OP, ED)        |

### Films
| Année | Titre                                                               | Rôle(s)                                  |
| ----- | ------------------------------------------------------------------- | ---------------------------------------- |
| 2010  | La Disparition de Haruhi Suzumiya                                   | Sous-réalisatrice                        |
| 2011  | K-ON! - Le film                                                     | Réalisatrice, story-board                |
| 2014  | Tamako Love Story                                                   | Réalisatrice, story-board                |
| 2016  | Silent Voice                                                        | Réalisatrice, story-board                |
| 2018  | Sound! Euphonium - Film 2 : Todoketai Melody                        | Co-réalisatrice, story-board             |
| 2018  | Liz et l'Oiseau bleu                                                | Réalisatrice, story-board                |
| 2019  | Sound! Euphonium - Film 3 : Chikai no Finale                        | Sous-réalisatrice en chef, animation clé |
| 2019  | Violet Evergarden : Éternité et la Poupée de souvenirs automatiques | Sous-réalisatrice                        |
| 2024  | The Colors Within (en) (Kimi no Iro)                                | Réalisatrice                             |

### Autres
| Année | Titre                 | Type                | Rôle(s)                  |
| ----- | --------------------- | ------------------- | ------------------------ |
| 2022  | Modern Love Tokyo     | Série (live action) | Réalisatrice d'épisode   |
| 2024  | Garden of Remembrance | OVA (court métrage) | Réalisatrice, scénariste |